# Marina Hegering
Marina Hegering (født 17. maj 1990) er en kvindelig tysk fodboldspiller, der spiller forsvar for VfL Wolfsburg i 1. Frauen-Bundesliga og Tysklands kvindefodboldlandshold.
Hun blev første gang udtaget til det tyske A-landshold i marts 2019 af landstræner Martina Voss-Tecklenburg, og fik sin officielle debut den 6. april i Solna, i holdets 2–1 sejr over Sverige i en venskabskamp. Hun blev efterfølgende udtaget til VM i kvindefodbold 2019 i Frankrig.
Hun var også med til at vinde Frauen-Bundesliga for første gang med Bayern München i 2021.